# John Adair
John Adair (9 de enero de 1757-19 de mayo de 1840) fue un pionero, soldado, y hombre de estado estadounidense. Fue el octavo Gobernador de Kentucky y representó al estado en la Cámara de Representantes y en el Senado. Nativo surcarolino, Adair se alistó en la milicia del estado y sirvió en la Guerra de Independencia, durante la cual fue capturado dos veces como prisionero de guerra por los británicos. Tras la guerra, fue elegido como delegado en la convención de Carolina del Sur para ratificar la Constitución de Estados Unidos.
- Datos: Q11595
- Multimedia: John Adair (1757–1840) / Q11595